# John Bull
John Bull je vymyšlená postava, která znázorňuje povahu typického Angličana. Byla vymyšlena roku 1712 doktorem Johnem Arbuthnotem. Americká verze této postavy je Strýček Sam. Během první světové války nahradila tuto postavu představa typického britského vojáka jménem Tommy Atkins.

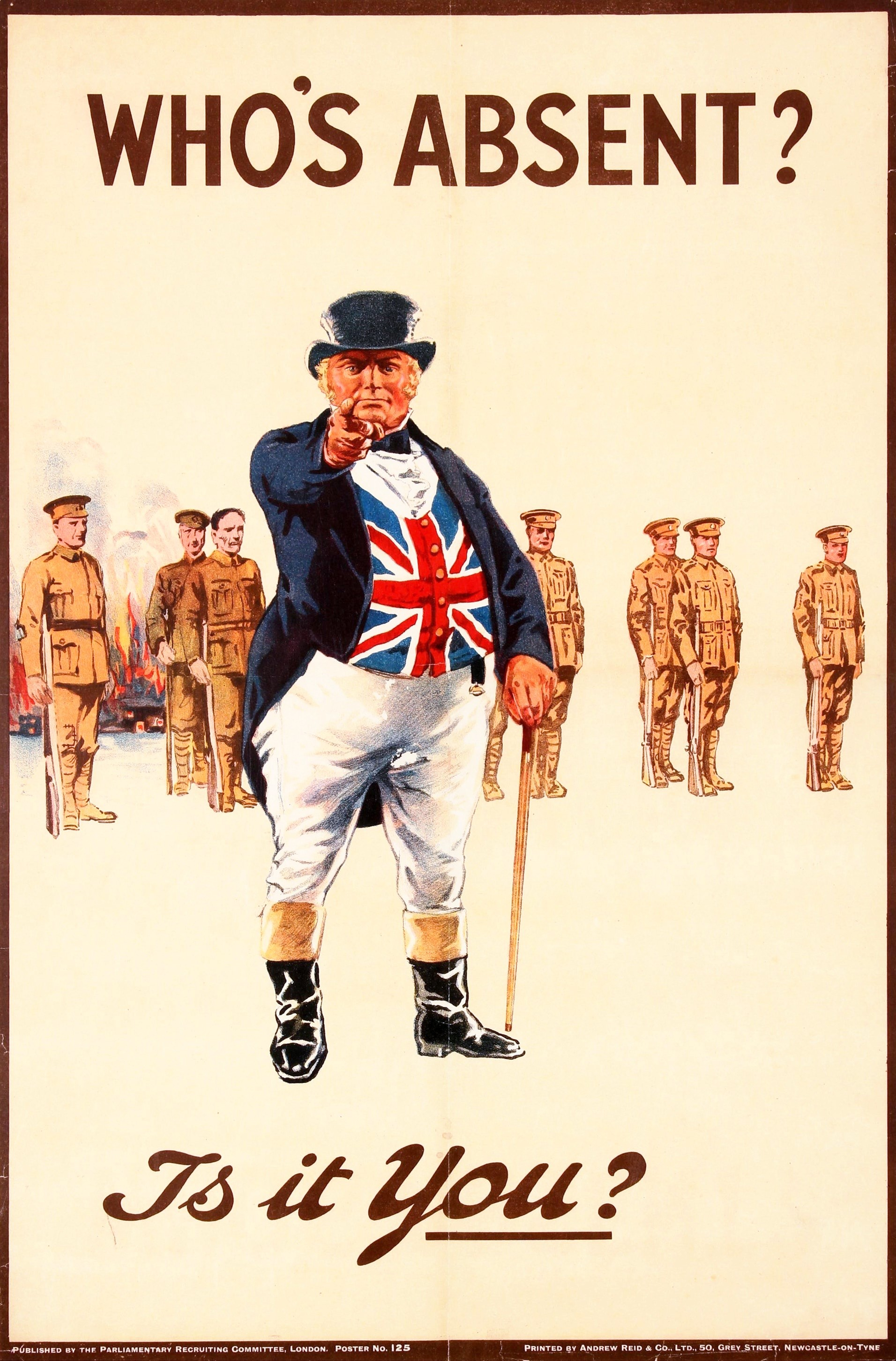
Plakát s Johnem Bullem rekrutující vojáky do První světové války

## Původ
John Arbuthnot, přítel spisovatele Jonathana Swifta nebo satiristy Alexandra Popa, postavu poprvé vykreslil ve svém díle Law is a Bottomless Pit (v překladu Zákon je bezedná jáma). Proslavena byla později zejména britskými karikaturisty. Volba příjmení není zřejmě náhodná a vyjadřuje britskou chuť po hovězím mase (bull znamená v českém překladu býk). Později ji proslavil roku 1904 irský držitel Nobelovy ceny za literaturu George Bernard Shaw v komedii Druhý ostrov Johna Bulla. Johnu Bullovi se v dramatu podaří mnohého dosáhnout pomocí typicky britské racionality a vůbec díky britskému původu. Hra měla velký ohlas, anglický král Eduard VII. se prý hře tak smál, až pod ním spadlo křeslo, na němž seděl.

## Vlastnosti
John Bull je obtloustlý muž středního věku. Bývá líčen jako vstřícný a věcný vlastenec. Tato jednoduchá politická figurka je tradičně zobrazována na mnoha satirických plakátech a podařilo se ji proslavit po celém světě. Je nezávislý, poctivý, ale dopřeje si také často sklenku tvrdého alkoholu. Na karikaturách bývá oděn ve fraku a vestě s britskou vlajkou (Union Jack).